# 강원중학교
강원중학교(江原中學校)는 대한민국 강원특별자치도 춘천시 동면 장학리에 있는 사립 중학교이다.

## 학교 연혁
- 1957년 8월 30일 : 재단법인 강원학원 설립인가(초대 허명구 이사장 취임)
- 1965년 2월 24일 : 강원중학교 설립인가
- 1965년 3월 2일 : 초대 김병로 교장 취임
- 1968년 1월 19일 : 제1회 졸업식 (147명)
- 1972년 4월 21일 : 학교법인 강원학원으로 개편
- 1991년 3월 20일 : 레슬링부 창단
- 2001년 9월 22일 : 동면 장학리 신축교사로 이전 (9. 27 신축 준공식)
- 2013년 3월 1일 : 남녀공학 전환
- 2023년 12월 1일 : 제19대 정홍섭 교장 취임
- 2024년 11월 28일 : 식생활관 신축 준공
- 2025년 1월 6일 : 제58회 졸업식(졸업생 176명, 연인원 17,389명)
- 2025년 2월 26일 : 제9대 백용하 이사장 취임

## 참고 자료
- 강원중학교 - 한국교육학술정보원 학교알리미